# Amtsgericht Münnerstadt

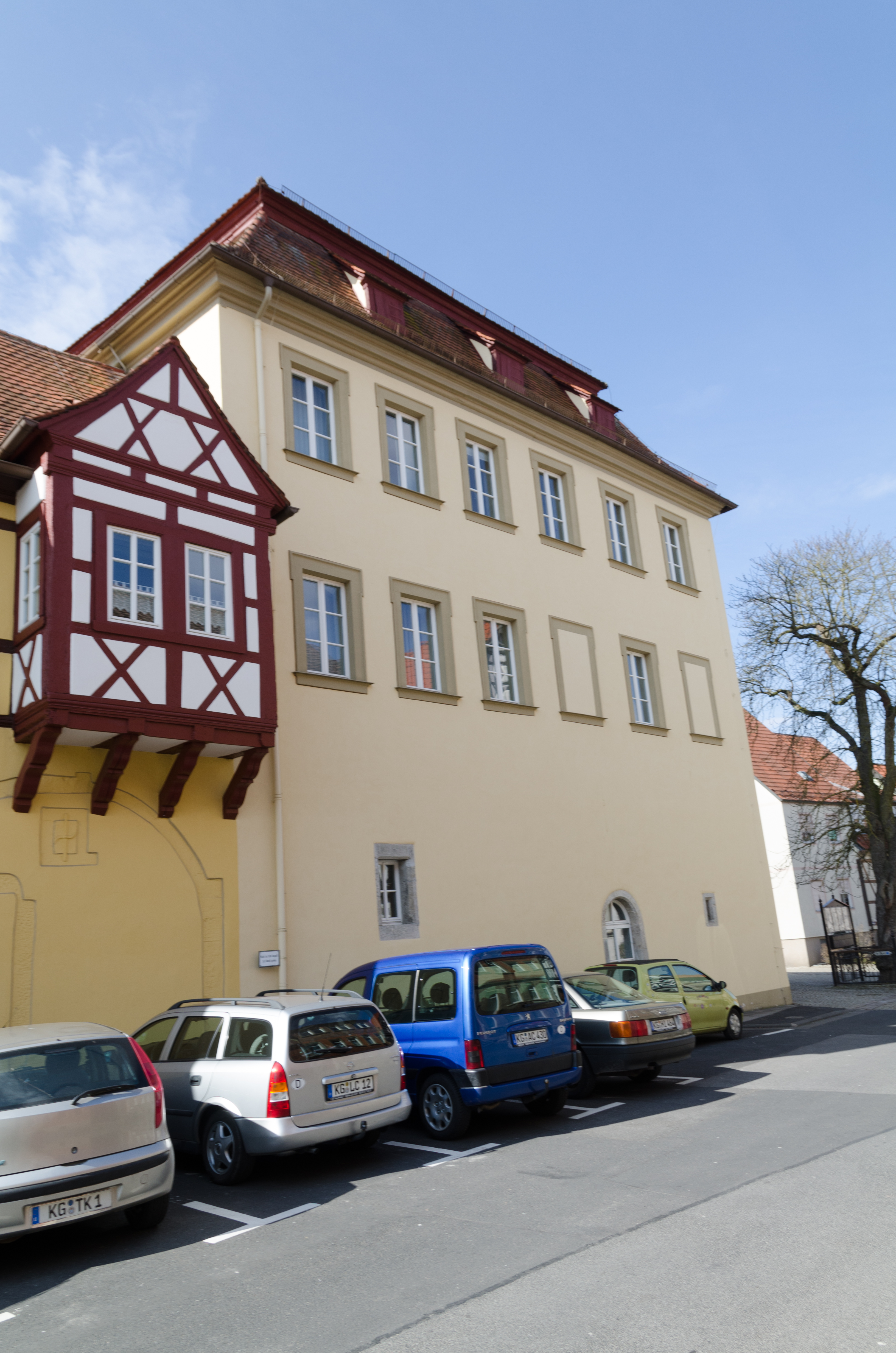
Ehemaliges Gerichtsgebäude in der Landgerichtsgasse 2, erbaut im 17./18. Jahrhundert (2013)

Das Amtsgericht Münnerstadt war ein von 1879 bis 1973 bestehendes bayerisches Gericht der ordentlichen Gerichtsbarkeit mit Sitz in Münnerstadt.

## Geschichte
Nachdem im Reichsdeputationshauptschluss das Hochstift Würzburg aufgehoben und Pfalz-Bayern zugesprochen wurde, wurden die würzburgischen Ämter aufgehoben und am 8. November 1803 stattdessen das Landgericht Münnerstadt gebildet. Mit Inkrafttreten des Gerichtsverfassungsgesetzes am 1. Oktober 1879 wurde ein Amtsgericht zu Münnerstadt gebildet, dessen Sprengel identisch mit dem vorherigen Landgerichtsbezirk Münnerstadt war und demzufolge aus den Gemeinden Althausen, Brünn, Burghausen, Burglauer, Fridritt, Großwenkheim, Haard, Kleinwenkheim, Maßbach, Münnerstadt, Nickersfelden, Nüdlingen, Poppenlauer, Rannungen, Reichenbach, Roth an der Saale, Rothhausen, Rottershausen, Seubrigshausen, Steinach an der Saale, Strahlungen, Theinfeld, Thundorf in Unterfranken, Volkershausen, Weichtungen, Wermerichshausen und Windheim bestand. Übergeordnete Instanz war das Landgericht Schweinfurt.
Mit Inkrafttreten des Gesetzes über die Organisation der ordentlichen Gerichte im Freistaat Bayern (GerOrgG) am 1. Juli 1973 wurde das Amtsgericht Münnerstadt aufgehoben und dessen Bezirk mit Ausnahme der dem Amtsgericht Bad Neustadt an der Saale zugewiesenen Gemeinde Strahlungen dem Amtsgericht Bad Kissingen zugeteilt.

## Gerichtsgebäude
Das alte Landgerichtsgebäude ist ursprünglich eine Vierflügelanlage, heute Dreiflügelanlage, Hauptbau bzw. Nordflügel ist ein dreigeschossiger verputzter Mansardwalmdachbau, im Kern von 1683, Umbau durch Balthasar Neumann 1744–1748. Der Ostflügel ist ein zweigeschossiger Satteldachbau mit Fachwerkobergeschoss, wohl 16./17. Jahrhundert. Südflügel ist ein Satteldachbau aus Bruchstein von 1696.